# Analfissur
Analfissur är en fissur, spricka, i huden runt ändtarmsöppningen, anus. Orsaken anses till största delen vara krystningar vid en stor avföring, men kan även uppkomma till följd av analsex eller vid vissa hudsjukdomar (ex. psoriasis). En analfissur kan i det sekundära skedet ge upphov till en förstoppning, till följd av smärtan vid defekation.
En analfissur ger en karaktäristisk smärta vid defekation, tillsammans med några droppar ljusrött blod på papperet. Smärtan kan vara så stark att patienten medvetet undviker att gå på toaletten. 

## Lokalisation
Allra vanligast är att fissuren återfinns bak mot ryggraden, mellan anus och linea dentata (övergången mellan analkanalen och rektum).

## Behandling
Behandlingen består i första skedet i att försöka se till att patienten återfår en normal avföring, både i konsistens och antalet avföringar per dag. Detta kan innebära att patienten får någon typ av laxerande behandling tillsammans med en smärtstillande kräm att applicera på i anus. 
Diltiazemsalva kan testas för att se om man kan få sfinktermuskeln att slappna av, och därigenom underlätta defekationen. Botoxbehandling kan även den testas för att se om detta får sfinktermuskeln att slappna av. 
Om medicinsk behandling inte ger tillfredsställande resultat kan det komma att bli aktuellt med att försöka dilatera anus med en ballong eller dylikt, och i sista hand kan sfinktermuskulaturen skäras upp och därigenom tillåta utträde av avföring. Att skära i sfinktern kan dock ge ett läckage postoperativt (analinsufficiens).